# 오카모토 린
오카모토 린(일본어: 岡本倫, 남성)은 일본의 만화가. 과거에는 여성이라는 설도 있었다. 애칭은 린땅. 취미는 건프라.

## 개요
- 전 반다이 사원으로, 《시간의 나라의 엘펜리트》의 제작에 관여하고 있었다. 권말 코멘트 등의 발언으로, 얼마 되지 않는 〈작가모에〉 만화가라고 불린다.

- 거물 동인 서클 프랑스 빵 대표 〈나리타 노부야〉나, 만화가 토가시 요시히로가 그의 팬 임을 공언하고 있다.

- 대표작으로 《엘펜리트》. 현재 《주간 영점프》에서 스키 점프를 제재로 한 만화, 《노노노노》그리고 2012년부터 《극흑의 브륜힐데》를 연재중.

## 작풍
요미키리 시절부터 일괄되는 특징은, 독창적인 작품의 타이틀, 불행한 사정에 놓인 여성 캐릭터의 치밀한 묘사, 남녀의 만남의 묘미 등을 들 수 있다. 다만, 초기에는 만화를 그리는 힘, 그 중에서도 그림 실력은 빈말로라도 좋다고 할 수 없으며, 요미키리 시절부터 《엘펜리트》 전반까지는 그것이 현저하게 나타났다 (오히려, 그것이 작품의 컬트적 인기나 상기의 작가모에에 이어지는 한 원인이기도 하지만).《엘펜리트》 후반 이후는 그것을 극복해, 기술적으로도 볼 만한 정도까지 되었지만, 반면 〈보통〉의 만화 작품에 가까워지게 되어 복잡한 기분인 팬도 적지 않게 있는 모양이다.

## 작품
- 《디지트폴리스》
- 《메모리아》
- 《MOL》
- 《엘펜리트》
- 《carrera》
- 《레지스트라》
- 《아르마주》
- 《노노노노》
- 《그대는 음란한 나의 여왕》
- 《극흑의 브륜힐데》
- 《패러렐 파라다이스》